# Fútbol Club Krasnodar
El Fútbol Club Krasnodar (en ruso: Футбольный клуб Краснодар) es un club de fútbol ruso ubicado en la ciudad de Krasnodar. Fue fundado el 22 de febrero de 2008 por Sergey Galitsky. Desde la temporada 2011 juega en la Liga Premier de Rusia. En la temporada 2020-21 jugó por primera vez en su historia la UEFA Champions League.

## Uniforme
- Uniforme titular: Camiseta verde, pantalón y medias verdes.
- Uniforme alternativo: Camiseta, pantalón y medias blancas.

## Estadio

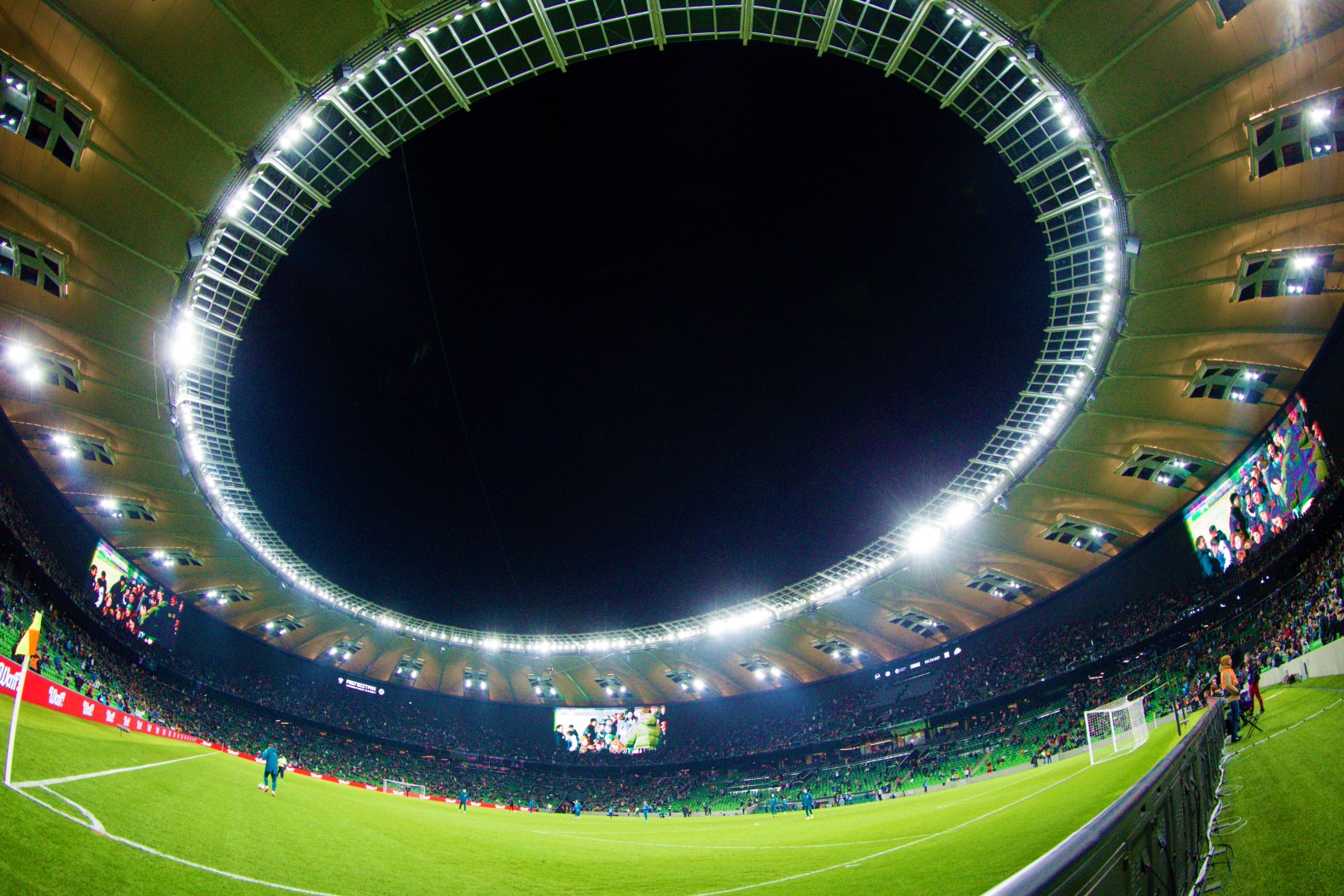
Interior del Estadio del FC Krasnodar, propiedad del club.

El Krasnodar disputa sus partidos en el estadio Krasnodar del cual es propietario y fue inaugurado en 2016, tiene capacidad para 34.291 espectadores.
Tuvo un costo aproximado a los 200 millones de euros. Los trabajos iniciaron en 2013, y la inauguración fue el 9 de octubre de 2016.

## Rivalidades

### Derbi de Krasnodar
El mayor rival del Krasnodar fue el FC Kubán Krasnodar con el que protagonizó el 'Derbi de Krasnodar. La historia de la rivalidad se remonta al 12 de junio de 2010, cuando los equipos en el campo del estadio de Kuban se enfrentaron en el un partido de primera ronda de Primera División. El derbi de Krasnodar fue único para Rusia, ya que representó la única oposición entre los clubes de la misma ciudad fuera de Moscú a nivel de la Premier League.

### Rostov
Krasnodar tiene un enfrentamiento fundamental con el Rostov, este es conocido como el Derby del Sur.

## Palmarés

### Torneos nacionales (1)
| Competición nacional        | Títulos  | Subcampeonatos    |
| --------------------------- | -------- | ----------------- |
| Liga Premier de Rusia (1/1) | 2024-25. | 2023-24.          |
| Copa de Rusia (0/2)         |          | 2013-14, 2022-23. |
| Supercopa de Rusia (0/2)    |          | 2024, 2025.       |

## Entrenadores
- Vladimir Volchek (1 de enero de 2008–18 de agosto de 2008)
- Nurbiy Khakunov (2009–31 de diciembre de 2009)
- Sergei Tashuyev (1 de enero de 2010–10 de diciembre de 2010)
- Slavoljub Muslin (1 de enero de 2011–9 de agosto de 2013)
- Oleg Kononov (11 de agosto de 2013–13 de septiembre de 2016)
- Igor Shalimov (13 de septiembre de 2016–1 de abril de 2018)
- Murad Musayev (3 de abril de 2018–3 de abril de 2021)
- Viktor Goncharenko (3 de abril de 2021–5 de enero de 2022)
- Daniel Farke (13 de enero de 2022–2 de marzo de 2022)
- Aleksey Antonyuk (2 de marzo de 2022–5 de abril de 2022)
- Aleksandr Storozhuk (5 de abril de 2022–3 de enero de 2023)
- Vladimir Ivić (4 de enero de 2023–13 de marzo de 2024)
- Murad Musayev (14 de marzo de 2024– )

## Historial reciente
| Temporada | Div.     | Pos.       | PJ         | PG         | PE         | PP         | GF         | GC         | Pts.       | Copa            | Europa          | Goledador (liga)     | Entrenador                   |
| --------- | -------- | ---------- | ---------- | ---------- | ---------- | ---------- | ---------- | ---------- | ---------- | --------------- | --------------- | -------------------- | ---------------------------- |
| 2008      | 3ª (Sur) | 3°         | 34         | 22         | 6          | 6          | 60         | 23         | 72         | —               | —               | Dorozhkin (12)       | Volchek                      |
| 2009      | 2ª       | 10°        | 38         | 14         | 10         | 14         | 50         | 47         | 52         | Ronda de 128    | —               | Mikheev (8)          | Khakunov                     |
| 2010      | 2ª       | 5°         | 38         | 17         | 10         | 11         | 60         | 44         | 61         | Ronda de 32     | —               | Gogniev (17)         | Tashuev                      |
| 2011–12   | 1ª       | 9°         | 44         | 16         | 13         | 15         | 58         | 61         | 61         | Ronda de 32     | —               | Movsisyan (14)       | Muslin                       |
| 2012–13   | 1ª       | 10°        | 30         | 12         | 6          | 12         | 45         | 39         | 42         | 16avos de final | —               | Wánderson (13)       | Muslin                       |
| 2013–14   | 1ª       | 5°         | 30         | 15         | 5          | 10         | 46         | 39         | 50         | Subcampeón      | —               | Wánderson (9)        | Muslin / Konanaw             |
| 2014–15   | 1ª       | 3°         | 30         | 17         | 9          | 4          | 52         | 27         | 60         | 8avos de Final  | Fase de G.      | Mauricio Pereyra (9) | Oleg Kononov                 |
| 2015–16   | 1ª       | 4°         | 30         | 16         | 8          | 6          | 54         | 25         | 56         | Semifinal       | 16avos de final | Fyodor Smolov (20)   | Oleg Kononov / Igor Shalimov |
| 2016-17   | 1ª       | En Disputa | En Disputa | En Disputa | En Disputa | En Disputa | En Disputa | En Disputa | En Disputa | En Disputa      | En Disputa      | En Disputa           | En Disputa                   |

## Participación en competiciones de la UEFA
| Temporada | Torneo                | Ronda             | Club              | Casa | Visita | Global   |
| --------- | --------------------- | ----------------- | ----------------- | ---- | ------ | -------- |
| 2014–15   | UEFA Europa League    | 2ª Clasificatoria | Sillamäe Kalev    | 5–0  | 4–0    | 9–0      |
| 2014–15   | UEFA Europa League    | 3ª Clasificatoria | Diósgyőr          | 3–0  | 5–1    | 8–1      |
| 2014–15   | UEFA Europa League    | Playoff           | Real Sociedad     | 3–0  | 0–1    | 3–1      |
| 2014–15   | UEFA Europa League    | Grupo H           | Lille             | 1–1  | 1–1    | 3º Lugar |
| 2014–15   | UEFA Europa League    | Grupo H           | Wolfsburgo        | 2–4  | 1–5    | 3º Lugar |
| 2014–15   | UEFA Europa League    | Grupo H           | Everton           | 1–1  | 1–0    | 3º Lugar |
| 2015–16   | UEFA Europa League    | 3ª Clasificatoria | Slovan Bratislava | 2–0  | 3–3    | 5–3      |
| 2015–16   | UEFA Europa League    | Playoff           | HJK Helsinki      | 5–1  | 0–0    | 5–1      |
| 2015–16   | UEFA Europa League    | Grupo C           | Borussia Dortmund | 1–0  | 1–2    | 1º Lugar |
| 2015–16   | UEFA Europa League    | Grupo C           | PAOK              | 2–1  | 0-0    | 1º Lugar |
| 2015–16   | UEFA Europa League    | Grupo C           | Gabala            | 2–1  | 3–0    | 1º Lugar |
| 2015–16   | UEFA Europa League    | 1/16              | Sparta Prague     | 0–3  | 0–1    | 0–4      |
| 2016–17   | UEFA Europa League    | 3ª Clasificatoria | Birkirkara        | 3–1  | 3–0    | 6–1      |
| 2016–17   | UEFA Europa League    | Playoff           | Partizani         | 4–0  | 0–0    | 4–0      |
| 2016–17   | UEFA Europa League    | Grupo I           | Schalke 04        | 0–1  | 0–2    | 2º Lugar |
| 2016–17   | UEFA Europa League    | Grupo I           | Red Bull Salzburg | 1–1  | 1–0    | 2º Lugar |
| 2016–17   | UEFA Europa League    | Grupo I           | Nice              | 5–2  | 1–2    | 2º Lugar |
| 2016–17   | UEFA Europa League    | 1/16              | Fenerbahce        | 1–0  | 1–1    | 2–1      |
| 2016–17   | UEFA Europa League    | 1/8               | Celta Vigo        | 0–2  | 1–2    | 1–4      |
| 2017–18   | UEFA Europa League    | 3ª Clasificatoria | Lyngby            | 2–1  | 3–1    | 5–2      |
| 2017–18   | UEFA Europa League    | Playoff           | Estrella Roja     | 3–2  | 1–2    | 4–4 (a)  |
| 2018–19   | UEFA Europa League    | Grupo J           | Akhisarspor       | 2–1  | 1–0    | 2º Lugar |
| 2018–19   | UEFA Europa League    | Grupo J           | Sevilla           | 2–1  | 0–3    | 2º Lugar |
| 2018–19   | UEFA Europa League    | Grupo J           | Standard Lieja    | 2–1  | 1–2    | 2º Lugar |
| 2018–19   | UEFA Europa League    | 1/16              | Bayer Leverkusen  | 0–0  | 1–1    | 1–1 (a)  |
| 2018–19   | UEFA Europa League    | 1/8               | Valencia          | 1–1  | 1–2    | 3–2      |
| 2019–20   | UEFA Champions League | 3ª Clasificatoria | Porto             | 0–1  | 3–2    | 3–3 (v.) |
| 2019–20   | UEFA Champions League | Play-Off          | Olympiacos        | 1–1  | 0–4    | 1–6      |
| 2019–20   | UEFA Europa League    | Grupo C           | Basel             | 1–0  | 0–5    | 3º Lugar |
| 2019–20   | UEFA Europa League    | Grupo C           | Getafe            | 1–2  | 0-3    | 3º Lugar |
| 2019–20   | UEFA Europa League    | Grupo C           | Trabzonspor       | 3–1  | 2–0    | 3º Lugar |
| 2020–21   | UEFA Champions League | Play-Off          | PAOK              | 2–1  | 2–1    | 4–2      |
| 2020–21   | UEFA Champions League | Grupo E           | Rennes            | 1–0  | 1–1    | 3º Lugar |
| 2020–21   | UEFA Champions League | Grupo E           | Chelsea           | 0–4  | 1–1    | 3º Lugar |
| 2020–21   | UEFA Champions League | Grupo E           | Sevilla           | 1–2  | 2–3    | 3º Lugar |
| 2020–21   | UEFA Europa League    | 1/16              | Dinamo Zagreb     | 2–3  | 0–1    | 2–4      |